# Amt Roßla (Sachsen-Weimar)
Das Amt Roßla war eine territoriale Verwaltungseinheit der Ernestinischen Herzogtümer. Es wurde 1447 aus sieben Orten gebildet und in der Folgezeit um mehrere Orte erweitert. Das Amt gehörte von 1572 bis 1603 zum Herzogtum Sachsen-Weimar, von 1603 bis 1672 zum Herzogtum Sachsen-Altenburg, danach wieder zu Sachsen-Weimar und seit 1741 zum Herzogtum Sachsen-Weimar-Eisenach. Nach der Erhebung Sachsen-Weimar-Eisenachs zum Großherzogtum im Jahr 1815 wurde das Amt Roßla um zehn sachsen-weimarische Orte, darunter Apolda, und fünf königlich-sächsische Orte vergrößert.
Bis zur Verwaltungs- und Gebietsreform des Großherzogtums Sachsen-Weimar-Eisenach im Jahr 1850 und der damit verbundenen Auflösung bildete das Amt den räumlichen Bezugspunkt für die Einforderung landesherrlicher Abgaben und Frondienste, für Polizei, Rechtsprechung und Heeresfolge.

## Geographische Lage
Das Amt Roßla lag im südöstlichen Teil des Thüringer Beckens am Übergang zur Ilm-Saale-Platte. Der Großteil des Amtes befand sich im unteren Tal der Ilm kurz vor deren Mündung in die Saale.
Das Amtsgebiet liegt heute im Nordosten des Freistaats Thüringen an der Landesgrenze zu Sachsen-Anhalt. Es bildet den nordöstlichen Teil des Landkreises Weimarer Land.

## Angrenzende Verwaltungseinheiten
Situation bis zum Wiener Kongress 1815
- Nordwest: Exklave Willerstedt des Amts Wendelstein (Kurfürstentum Sachsen, ab 1806 Königreich Sachsen)
- Norden: Amt Eckartsberga (Kurfürstentum Sachsen, ab 1806 Königreich Sachsen)
- Nordosten: Amt Pforta, Exklave Großheringen des Amts Tautenburg, Exklave Lachstedt des Amts Naumburg (Kurfürstentum Sachsen, ab 1806 Königreich Sachsen)
- Osten: Amt Dornburg (1572 zum Herzogtum Sachsen-Weimar, 1603 zum Herzogtum Sachsen-Altenburg, 1672 zum Herzogtum Sachsen-Jena, 1690 zum Herzogtum Sachsen-Weimar, ab 1741 zum Herzogtum Sachsen-Weimar-Eisenach)
- Südosten: Amt Heusdorf (1572 zum Herzogtum Sachsen-Weimar, 1603 zum Herzogtum Sachsen-Altenburg, 1672 zum Herzogtum Sachsen-Jena, 1690 zum Herzogtum Sachsen-Weimar, ab 1741 zum Herzogtum Sachsen-Weimar-Eisenach)
- Süden: Stadt Apolda (1572 zum Herzogtum Sachsen-Weimar, 1603 zu den Herzogtümern Sachsen-Weimar und Sachsen-Altenburg, 1634 zum Herzogtum Sachsen-Altenburg, 1672 zum Herzogtum Sachsen-Jena, 1690 zum Herzogtum Sachsen-Weimar, ab 1741 zum Herzogtum Sachsen-Weimar-Eisenach)
- Südwesten: Amt Weimar (Herzogtum Sachsen-Weimar, ab 1741 Herzogtum Sachsen-Weimar-Eisenach)
- Westen: Exklave Kommende Liebstedt des Amts Eckartsberga (Kurfürstentum Sachsen, ab 1806 Königreich Sachsen); Amt Hardisleben (1572 zum Herzogtum Sachsen-Weimar, 1603 zum Herzogtum Sachsen-Altenburg, 1672 zum Herzogtum Sachsen-Weimar, ab 1741 zum Herzogtum Sachsen-Weimar-Eisenach)

Im Amt lag die Exklave Ködderitzsch mit der Flur von Rannstedt, die zum kursächsischen Amt Eckartsberga gehörte. Die ebenfalls zu diesem Amt gehörige Exklave Niedertrebra grenzte im Osten an das Amt Roßla an. Sie war nur über den zum kursächsischen Amt Pforta gehörigen Ort Darnstedt mit dem Kurfürstentum Sachsen verbunden, wobei Darnstedts Flur jedoch zum ernestinischen Amt Roßla gehörte und dessen Hauptgebiet mit dem Sulzaer Raum verband.
Situation nach dem Wiener Kongress 1815 und der Vergrößerung des Amts
Nach dem Wiener Kongress grenzte das erweiterte Amt Roßla nach 1815 an folgende Verwaltungseinheiten:
- Norden: Landkreis Eckartsberga (Königreich Preußen, Provinz Sachsen)
- Osten und Süden: Amt Dornburg (Großherzogtum Sachsen-Weimar-Eisenach)
- Südwesten: Amt Weimar (Großherzogtum Sachsen-Weimar-Eisenach)
- Westen: Amt Buttstädt (Großherzogtum Sachsen-Weimar-Eisenach)

## Geschichte

### Der Burgbezirk Roßla vom 12. bis zum 15. Jahrhundert
Die Wasserburg Niederroßla in Roßla an der Ilm wurde wahrscheinlich im 12. Jahrhundert errichtet. Zu dieser Zeit erfolgte ebenfalls die Unterscheidung des Orts in Ober- und Niederroßla. Als Erbauer der Burg wird der edelfreie Dietmar (Diethmarus) von Roßla angesehen, der erstmals in einer Urkunde von 1119 erwähnt wurde. Er entstammte dem fränkischen Adelsgeschlecht der Reginbodonen und war der Stammvater der Niederadelsfamilie von Roßla. Weitere Vertreter der Familie waren Lupf von Roßla (1191), Heinrich und Friedrich von Roßla (1221 bzw. 1231), Ritter Wiederhold von Roßla (1241), Hugo von Roßla (1261), Hermann von Roßla (1264) und Heinrich von Roßla (1296).  
Nach dem Aussterben dieses letztmals 1371 urkundlich erwähnten Rittergeschlechtes ging die Burg in den Besitz der von Vitzthum über, welche sie bis 1447 besaßen. Sie gelangte zunächst an Ritter Busso Vitzthum (gest. 1384). Seine Söhne teilten sich um 1400 das Erbe auf, wodurch die Linie Vitzthum zu Roßla entstand. Bussos Sohn, Apel Vitzthum der Ältere zu Roßla (* um 1400; † 1474), wurde als Raubritter der „Brandmeister von Thüringen“. Er wird mitverantwortlich gemacht für den Ausbruch des Sächsischen Bruderkrieges von 1446 bis 1451, welcher nach der Altenburger Teilung der wettinischen Lande ausbrach. Als Folge dieses Krieges verloren die Vitzthums im Jahr 1447 die Burg und Apel Vitzthum der Ältere zu Roßla wurde des Landes verwiesen.

### Das Amt Roßla vom 15. Jahrhundert bis zum Wiener Kongress 1815
Die Wasserburg Niederroßla fiel an Herzog Wilhelm III. von Sachsen. Er richtete in der Burg das „Amt Roßla“ ein, welches aus einem Rechnungs- und Justizamt für damals sieben Dörfer bestand. Da Herzog Wilhelm III. im Jahr 1482 kinderlos starb, ging der Besitz an seine Neffen Ernst und Albrecht über. Diese vollzogen 1485 die Leipziger Teilung, wodurch das Amt Roßla an die Ernestiner kam. Bei diesen blieb es auch nach der Wittenberger Kapitulation 1547. 
Durch die Erfurter Teilung des ernestinischen Herzogtums Sachsen kam das Amt Roßla im Jahr 1572 an das Herzogtum Sachsen-Weimar und 1603 zum Herzogtum Sachsen-Altenburg. In dieser Zeit erfuhr das Amt Roßla eine Erweiterung. Ihm unterstanden die Orte Nieder- und Oberroßla, Pfiffelbach, Zottelstedt, Mattstedt, Wickerstedt, Stadt-, Berg- und Dorfsulza. Zinspflichtig gegenüber dem Amt Roßla waren außerdem die ernestinischen Orte Oberndorf, Sulzbach, Wormstedt, Utenbach, Stobra, Neustedt, Niederreißen, Buttstädt und Rannstedt, sowie die albertinisch-kursächsischen Orte Eckartsberga, Thüsdorf, Pfuhlsborn, Oberreißen, Rudersdorf, Rehehausen und Darnstedt. 
Nach dem Aussterben der Linie Sachsen-Altenburg im Jahr 1672 kam das Amt Roßla bei der nun erfolgten Landesteilung an Sachsen-Weimar zurück. Nach dem Tod des Christian Moritz von Heßler fielen die Rittergüter Burgheßler und Klosterhäseler im kursächsischen Amt Eckartsberga an den Herzog von Sachsen-Weimar heim und wurden seitens des Herzogtums unter die Verwaltung des Amtes Roßla gestellt. Da das Kurfürstentum Sachsen zu Lebzeiten des Herzogs die beiden Güter beschlagnahmte, kam es zu Streitigkeiten zwischen dem Kurfürstentum und dem Herzogtum.
Im Jahr 1738/39 ließ der Weimarer Herzog Ernst August I. auf dem Boden der Vorburg der Wasserburg Niederroßla das barocke Jagdschloss Niederroßla erbauen. Die Burg war Justiz- und Rechnungsamt. Mit der Vereinigung der Herzogtümer Sachsen-Weimar und Sachsen-Eisenach im Jahr 1741 gehörte das Amt Roßla seitdem zum Herzogtum Sachsen-Weimar-Eisenach. Zum Amt gehörten in dieser Zeit neben den neun ursprünglichen Amtsorten der 1699 erstmals erwähnte Ort Sonnendorf, das Freigut Wersdorf, die Flur von Darnstedt, der Ort Rannstedt ohne die zum kursächsischen Amt Eckartsberga gehörige Flur, die Hoheit über zwei Freihöfe des kursächsischen Orts Niedertrebra, das adlige Gut Eberstedt und die Vogtei Gebstedt mit den Orten Gebstedt, Neustedt, Reisdorf und dem Gehöft Schwabsdorf.

### Das Amt Roßla von 1815 bis zur Auflösung 1850
Durch die Auswirkungen des Wiener Kongresses wurde das Herzogtum Sachsen-Weimar-Eisenach im Jahr 1815 zum Großherzogtum erhoben. Damit verbunden waren etliche Gebietszugewinne, u. a. Teile des Thüringer Kreises des Königreichs Sachsen. Dem Amt Roßla wurden die ehemaligen kursächsischen Orte Ködderitzsch, Rannstedt (Flur), Niedertrebra mit Wüstung Eschenroda (alle vom Amt Eckartsberga) und Darnstedt (Ort ohne die Flur) (vom Amt Pforta) angegliedert. 
Von den angrenzenden sachsen-weimarischen Ämtern erhielt das Amt Roßla die Orte Flurstedt, Obertrebra, Oberndorf und Sulzbach aus dem Amt Dornburg, den Ort Oßmannstedt aus dem Amt Weimar und den Großteil vom 1818 aufgelösten Amt Heusdorf  mit Heusdorf, Herressen, Nauendorf, Schöten. Weiterhin gehörte die Stadt Apolda zum Amtsgebiet. Stadtsulza besaß ein eigenes Stadtgerichts-Kommissariat, zu dem auch Berg- und Dorfsulza und Sonnendorf gehörten.
1849/50 erfolgte im Großherzogtum Sachsen-Weimar-Eisenach die Trennung der Rechtsprechung von der Verwaltung. Dabei wurden auch die im Amt bestehenden Patrimonialgerichte aufgehoben. Das Amt Roßla kam mit anderen Ämtern des Weimarer Kreises zum Verwaltungsbezirk Weimar II, der auch als II. Verwaltungsbezirk bezeichnet wurde und 1868 den Namen „Verwaltungsbezirk Apolda“ erhielt.
Für die Jurisdiktion des aufgehobenen Amtes Roßla wurde dabei das Justizamt Apolda errichtet, welches mit Inkrafttreten des Gerichtsverfassungsgesetzes am 1. Oktober 1879 in Amtsgericht Apolda umbenannt und gleichzeitig dem neu errichteten Landgericht Weimar unterstellt wurde. Der Sitz des Justizamts befand sich durch die Verlegung von Niederroßla seit 1850 im Rathaus Apolda. Zum Gerichtsbezirk gehörten alle Orte des ehemaligen Amtes Roßla, außer Gebstedt mit Schwabsdorf, Ködderitzsch und Pfiffelbach, die 1850 dem Justizamt Buttstädt unterstellt wurden. Der Amtsgerichtsbezirk Apolda wurde 1879 um einige Orte des aufgelösten Justizamts Dornburg erweitert.

## Zugehörige Orte

### Orte, die vor 1815 zum Amt Roßla gehörten
Städte
- Stadtsulza

Amtsdörfer
- Bergsulza
- Dorfsulza
- Darnstedt (nur die Flur)
- Mattstedt
- Pfiffelbach
- Rannstedt (Flur gehört ins kursächs. Amt Eckartsberga)
- Niederroßla
- Oberroßla
- Sonnendorf
- Wersdorf (Freigut ohne Gerichte)
- Wickerstedt
- Zottelstedt

Weiterhin hatte das Amt die Hoheit über 
zwei Freihöfe im kursächsischen Niedertrebra.
Dörfer der Vogtei Gebstedt
- Gebstedt (mit Gehöft Schwabsdorf)
- Neustedt
- Reisdorf[6]

Adlige Orte
- Eberstedt

### Orte, die ab 1815 zum Amt Roßla kamen
von anderen Ämtern des Herzogtums Sachsen-Weimar-Eisenach
- Stadt Apolda (unter der Gerichtsbarkeit der Universität Jena)

- Heusdorf (vom Amt Heusdorf)
- Nauendorf (vom Amt Heusdorf)
- Schöten (vom Amt Heusdorf)
- Herressen (vom Amt Heusdorf)

- Flurstedt (vom Amt Dornburg)
- Oberndorf (vom Amt Dornburg)
- Obertrebra (vom Amt Dornburg)
- Sulzbach (vom Amt Dornburg)

- Oßmannstedt (vom Amt Weimar)

vom Königreich Sachsen
- Darnstedt (Ort ohne die Flur; vom Amt Pforta)
- Ködderitzsch (Exklave des Amts Eckartsberga)
- Niedertrebra (Exklave des Amts Eckartsberga)
- Rannstedt (nur die Flur; Exklave des Amts Eckartsberga)